# Adivinanza

Representación de Edipo y la esfinge, un ejemplo de adivinanzas y acertijos en la mitología griega.

Una adivinanza es un tipo de acertijo con enunciado, generalmente en forma de rima.  
Se trata de enigmas sencillos en los que se describe una cosa de forma indirecta para que alguien lo adivine. En el enunciado se incluyen pistas para su solución. Muchas adivinanzas están dirigidas al público infantil, con un componente educativo, para representar tradiciones y conceptos básicos como animales, frutas o toda clase de objetos.
Las adivinanzas se plantean en diferentes formatos de métrica y composición, si bien son comunes los versos octosílabos, las estrofas de dos o cuatro versos y las rimas asonantes y consonantes. También son frecuentes los juegos de palabras.

Blanco por dentro, verde por fuera. Si no lo sabes, espera.

Se desconoce cuándo se planteó la primera adivinanza, pero se tiene constancia de su práctica en textos sánscritos, en la Biblia y en leyendas clásicas. Una de las más tradicionales es el acertijo de la esfinge, personaje de la mitología griega:

¿Cuál es el ser vivo que camina a cuatro patas al alba, con dos al mediodía y con tres al atardecer?